# Вестовая
Вестовая (укр. Вістова) — село в Калушской общине Калушского района Ивано-Франковской области Украины.
Население по переписи 2001 года составляло 1220 человек. Занимает площадь 13,05 км². Почтовый индекс — 77351. Телефонный код — 03472.